# Hostětín
Hostětín – gmina w Czechach, w powiecie Uherské Hradiště, w kraju zlińskim. Według danych z dnia 1 stycznia 2012 liczyła 238 mieszkańców.
W miejscowości jest przystanek kolejowy Hostětín.